# Trofeul Aurel Bulgariu
Trofeul Aurel Bulgariu este o distincție care se decernează anual de către Federația Română de Handbal celui mai bun marcator din Liga Națională de Handbal Masculin a României. Trofeul este acordat jucătorului care a înscris cele mai multe goluri într-un sezon competițional, luându-se în calcul suma golurilor înscrise în tur și în retur. Ultimul laureat al Trofeului Aurel Bulgariu este handbalistul Marius Sadoveac, care a înscris 168 de goluri în sezonul competițional 2021-22 pentru echipa SCM Politehnica Timișoara.
Federația Română de Handbal a înființat Trofeul Aurel Bulgariu pentru a-l onora pe marele handbalist Aurel Bulgariu, la scurt timp după decesul acestuia.

## Câștigători ai trofeului
| An      | Câștigător           | Club                       | Goluri înscrise |
| ------- | -------------------- | -------------------------- | --------------- |
| 1999-00 | Andrei Cian          | CS Dinamo Brașov           | 185             |
| 2000-01 | Constantin Rădulescu | Universitatea HCM Bacău    | 203             |
| 2001-02 | Ciprian Alesu        | Lignitul Pinoasa Târgu Jiu | 250             |
| 2004-05 | Ionuț Georgescu      | UZTEL SC Ploiești          | 266             |
| 2005-06 | Ionuț Georgescu      | UZTEL SC Ploiești          | 270             |
| 2006-07 | Valentin Ghionea     | Dinamo Baumit București    | 241             |
| 2007-08 | Sandu Iacob          | Știința Dedeman Bacău      | 198             |
| 2008-09 | Bogdan Voica         | Dinamo Baumit București    | 186             |
| 2009-10 | Bogdan Voica         | Dinamo Baumit București    | 188             |
| 2010-11 | Aurel Gabriel Florea | Energia Lignitul Târgu Jiu | 194             |
| 2011-12 | Darius Apolzan       | Energia Lignitul Târgu Jiu | 181             |
| 2012-13 | Andrei Grasu         | HCM Politehnica Timișoara  | 154             |
| 2013-14 | Claudiu Dediu        | AHC Potaissa Turda         | 203             |
| 2016-17 | Gabriel Bujor        | HC Vaslui                  | 220             |
| 2017-18 |                      |                            |                 |
| 2018-19 |                      |                            |                 |
| 2019-20 | Nu s-a acordat       | Nu s-a acordat             | Nu s-a acordat  |
| 2020-21 |                      |                            |                 |
| 2021-22 | Marius Sadoveac      | SCM Politehnica Timișoara  | 168             |